# Phygadeuon tergestinus
Phygadeuon tergestinus är en stekelart som beskrevs av Otto Schmiedeknecht 1905. Phygadeuon tergestinus ingår i släktet Phygadeuon och familjen brokparasitsteklar. Inga underarter finns listade i Catalogue of Life.